# Fujiyama Ryuji
Ryuji Fujiyama (sinh ngày 9 tháng 6 năm 1973) là một cầu thủ bóng đá người Nhật Bản.

## Sự nghiệp câu lạc bộ
Ryuji Fujiyama đã từng chơi cho FC Tokyo và Consadole Sapporo.